# Darren Webster
Darren Webster (ur. 10 czerwca 1966) – angielski zawodnik darta urodzony w Norwich. Jego pseudonim to "The Sniper".
Webster osiągnął ćwierćfinał PDC World Darts Championship w 2007, w którym został pokonany 5-1 przez szesnastokrotnego mistrza świata Phila Taylora.